# His Majesty’s Coastguard
His Majesty’s Coastguard ist die staatliche Küstenwache des Vereinigten Königreiches. Sie hat ihren Hauptsitz in Southampton. Die HM Coastguard hat Stationen an der Küste des gesamten Königreichs und koordiniert auch die Luftrettung.

## Geschichte
Im Jahr 1809 wurde die Preventive Water Guard gegründet, die von vielen als Vorläufer der heutigen HMCG  gesehen wird. Her Majesty’s Coastguard wurde 1822 gegründet und veröffentlichte 1829 ihre ersten Coast Guard instructions. Ursprünglich stärker auf die Verfolgung von Schmugglern ausgerichtet, liegt der Schwerpunkt der Coastguard seit 1923 mehr auf Lebensrettung, Schiffssicherheit und Umweltschutz. (Motto: Safer Lives, Safer Ships, Cleaner Seas)
In den 1990er-Jahren wurden die visuellen Überwachungsstationen an der Küste aufgegeben, da sie im Zeitalter von Funk und Radar nicht mehr zeitgemäß schienen. Die National Coastwatch Institution übernahm daraufhin diese Lücke, da sich zeigte, dass Küstenfunkstellen nicht ausreichend sind, um alle Seenotsignale zu empfangen.
Im Jahr 1998 wurde Her Majesty’s Coastguard der Maritime and Coastguard Agency eingegliedert.

## Organisation und Aufgaben
Die HM Coastguard ist eine Abteilung der Maritime and Coastguard Agency, die verantwortlich ist für die Koordination und Alarmierung aller zivilen SAR-Einsätze in der UK-SAR-Region. Die Maritime and Coastguard Agency ist wiederum Teil des Transportministeriums (Executive Agency of the Department for Transport).
Es gibt insgesamt 10 Coastguard Operations Centres (CGOCs) und ein National Maritime Operations Centre (NMOC):
- Aberdeen
- Belfast
- Shetland
- Stornoway
- Falmouth
- Holyhead
- Milford Haven
- Dover
- Humber (Bridlington)
- London
- NMOC in Fareham

Für Patrouillenzwecke werden Flugzeuge des Typs Cessna 404, Reims-Cessna F406 und Britten-Norman Islander eingesetzt. Für die Bekämpfung von Ölverschmutzungen steht eine Boeing 737-400 zur Verfügung. Für die Luftrettung und SAR-Einsätze werden Helikopter der Typen Sikorsky S-92 sowie AgustaWestland AW139 und AW189 verwendet, die seit 2015 von Bristow Helicopters betrieben werden.
Neben dem hauptamtlichen Personal gibt es auch 3500 freiwillige Coastguard Rescue Officers (CROs) für die örtliche Wasserrettung, Schlammbergung und Höhenrettung.